# Classic 20
Classic 20는 SBS V-Radio에서 방송되는 클래식 전문 논스톱 BGM 라디오 프로그램이며, 생방송은 매일 아침 9시부터 오전 11시까지, 재방송은 매일 밤 12시부터 새벽 2시까지이다.